# Propylthiouracil
Propylthiouracil (PTU) of  6-n-propylthiouracil is een geneesmiddel uit de chemische klasse van de thioamiden. Het wordt gebruikt bij hyperthyreoïdie, optredend bij onder meer de ziekte van Graves. Het middel vermindert de hoeveelheid door de schildklier geproduceerde thyroxine.
Propylthiouracil is sinds 1948 internationaal verkrijgbaar. Het middel is in België en Nederland alleen op doktersvoorschrift verkrijgbaar. Artsen in Nederland combineren de behandeling met propylthiouracil vaak met het schildklierhormoon levothyroxine. Het middel wordt voornamelijk voorgeschreven bij hyperthyreoïdie met een kleine diffuse struma. 
Alternatieven voor behandeling met medicijnen als propylthiouracil is behandeling met radioactief jodium (131I) (radioactiefjodiumtherapie) of een operatie. Voordat men gaat opereren moet eerst met medicatie de schildklier tot rust worden gebracht.

## Synthese
Propylthiouracil wordt bereid door de condensatiereactie van ethyl-4-methyl-3-oxopentanoaat met thio-ureum, waardoor een intermediair thioamide ontstaat, dat intramoleculair cycliseert tot propylthiouracil:

## Werking
Het werkzame deel van propylthiouracil is de thio-ureumgroep. Deze gaat via competitieve remming van het enzym thyroperoxidase in de schildklier de vorming van schildklierhormonen tegen door het joderen van thyreoglobuline te remmen. Propylthiouracil heeft geen invloed op het vrijkomen van reeds gevormd schildklierhormoon. Het remt bovendien de perifere omzetting van T4 in T3.

## Risico's, bijwerkingen en voorzorgsmaatregelen
Op 3 juni 2009 publiceerde de Amerikaanse Food and Drug Administration een waarschuwing voor professionals in de gezondheidszorg dat het gebruik van propylthiouracil kan leiden tot ernstige leverbeschadiging, culminerend in leverfalen en overlijden. Het resultaat van deze actie was dat propylthiouracil bij hyperthyreoïdie niet meer geldt als eerste keuze-middel voor kinderen en niet-zwangere volwassenen. 
Bij leverenzymafwijkingen dient het gebruik direct gestaakt te worden.
Een bekende bijwerking is agranulocytose. In verband met het risico daarop moet bij het optreden van keelpijn, koorts of algehele malaise direct een arts gewaarschuwd worden. Na direct staken van de therapie is de agranulocytose meestal reversibel. 
Propylthiouracil passeert de placenta en komt ook in de moedermelk. Bij gebruik tijdens zwangerschap is er dus kans op schade voor het ongeboren kind; dit verdient extra aandacht. Borstvoeding geven tijdens het gebruik van dit middel wordt ontraden. 
Het middel kan een interactie geven met bepaalde bloedverdunners (coumarines). Dit is ongevaarlijk, mits er bij het doseren van die middelen rekening mee wordt gehouden door de trombosedienst.